# Tengu-Dô
 (octobre 2019).
Tengu-Dô est une bande dessinée française publié dans le magazine Shogun, aux éditions Les Humanoïdes associés, écrite par Alex Nikolavitch et dessinée par Andrea Rossetto. Le premier tome est sorti en mai 2007, le deuxième en novembre 2007 et le troisième tome, qui conclut le cycle, en mars 2008.

## Synopsis
Mêlant l'éthique des histoires de sabre et un aspect fantastique et initiatique à première vue très classique, cette série est construite sur un paradoxe temporel.